# Aldo Donati
Aldo Donati (Bolonya, 29 de setembre de 1910 - Roma, 3 de novembre de 1984) fou un futbolista italià de les dècades de 1930 i 1940.
Va jugar durant els anys 30 al Bologna FC i a l'AS Roma. Va jugar 201 partits a la Serie A, en els quals marcà 4 gols, i guanyà tres lligues.
Fou campió del món amb la selecció italiana el 1938, però no hi arribà a jugar cap partit.

## Palmarès
Bologna
- Serie A: 1935-36, 1936-37
- Copa Mitropa: 1932, 1934

Roma
- Serie A: 1941-42

Itàlia
- Copa del Món: 1938